# Jay Spearing
Jay Francis Spearing (* 25. November 1988 in Wallasey) ist ein ehemaliger englischer Fußballspieler.

## Karriere
Beim Gewinn des FA Youth Cup 2007 gegen Manchester City war Spearing Kapitän der U-18 der Reds, obwohl er aufgrund eines Beinbruchs einen Großteil der Saison verpasste. Im Sommer 2007 erhielt er einen Profivertrag bei Liverpool. Beim U-20-Wettbewerb Torneo di Renate, wurde er zum besten Spieler gekürt. In der Saison 2007/08 war er Bestandteil des Reserveteams und gewann mit dem Team die National League. Sein erstes Profispiel für die erste Mannschaft bestritt er am 9. Dezember 2008, als er beim 3:1-Erfolg in der UEFA Champions League gegen die PSV Eindhoven eingewechselt wurde. Am 22. März 2010 wurde er bis zum Saisonende an Leicester City verliehen. Bei seinem fünften Einsatz in der Football League Championship am 17. April 2010 erzielte er beim 4:1-Sieg gegen den FC Watford sein erstes Profitor. In der Saison 2011/12 gewann er mit Liverpool den Ligapokal, wobei Spearing insgesamt fünf Mal zum Einsatz kam. Am 31. August 2012 wurde er für ein Jahr an die Bolton Wanderers ausgeliehen. Im August 2013 wurde er fest verpflichtet und war dort vier Spielzeiten aktiv. Dann spielte er von 2017 bis 2020 für den FC Blackpool und bis zu seinem Karriereende 2022 stand er bei den Tranmere Rovers unter Vertrag.

## Erfolge
- Englischer Ligapokalsieger: 2012

## Sonstiges
Spearing wurde im Arowe Park Hospital in Wirral geboren und besuchte die Mosslands School in seinem Geburtsort Wallasey.